# Daniel Arata
Pour les articles homonymes, voir Arata.
Daniel Arata, né  le 18 août 1949 à Castelnaudary (Aude) est un homme politique français.
Directeur commercial à la Caisse d'Épargne du Languedoc-Roussillon, il fut secrétaire départemental dans l'Aude du RPR,. À partir de 2007, il sera chef d'entreprise au Sénégal.

## Mandats
- Député de la Troisième circonscription de l'Aude (1993-1997)[4]
- Conseiller général du Canton de Castelnaudary-Sud (1988-2001)
- Conseiller régional du Languedoc-Roussillon (2000-2004)
- 1er adjoint au maire de Castelnaudary (1989-1995)[5]
- Conseiller municipal de Castelnaudary (1995-2008)[6]

## Distinctions
- Chevalier de la Légion d'honneur[7]
- Chevalier de l'ordre national du Mérite